# Bucătăria maramureșeană

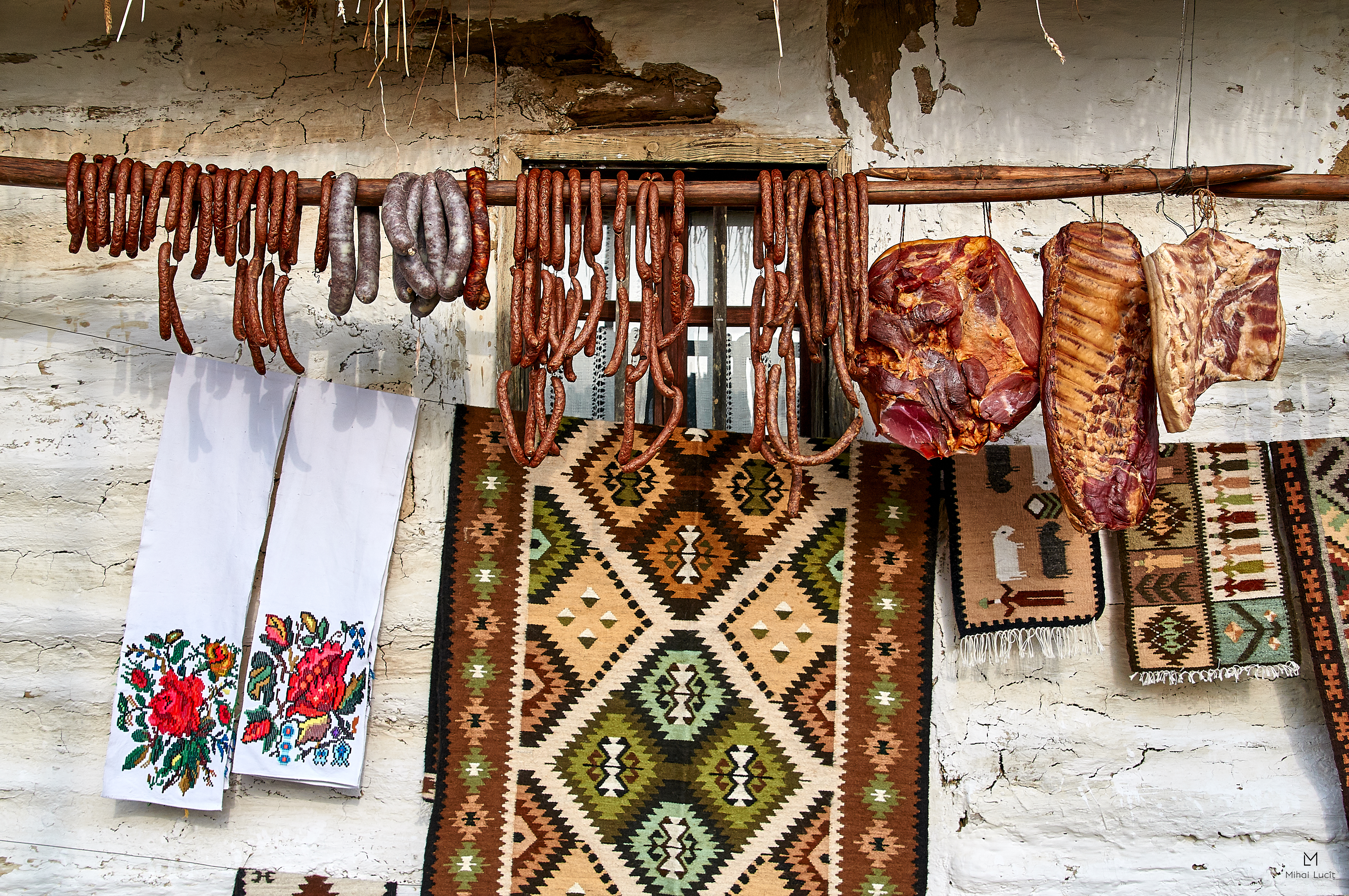
Produse din carne de porc

Bucătăria maramureșeană cuprinde stilurile de gătit, tradițiile și rețetele asociate cu regiunea istorică și etnoculturală Maramureș, împărțită între România și Ucraina.

## Descriere
Bucătăria locală nu excelează prin finețuri și combinații sofisticate de alimente și mirodenii (precum alte bucătării latine - franceză sau italiană). Este mai degrabă sobră și extrem de ecologică, la fel ca și agricultura, zootehnia și pomicultura, din rodul cărora se obțin principalele derivate alimentare. Un blid cu „tocană” (mămăligă) fiartă în lapte dulce, cu brânză de oaie, smântână și jumări, o porție de sarmale umplute cu păsat și un codru de pâine coaptă pe vatră, un pahar de horincă, iar ca desert o plăcintă creață sau cozonac cu nucă - ar putea reprezenta specialitatea casei pentru bucătăria tradițională din Maramureș.

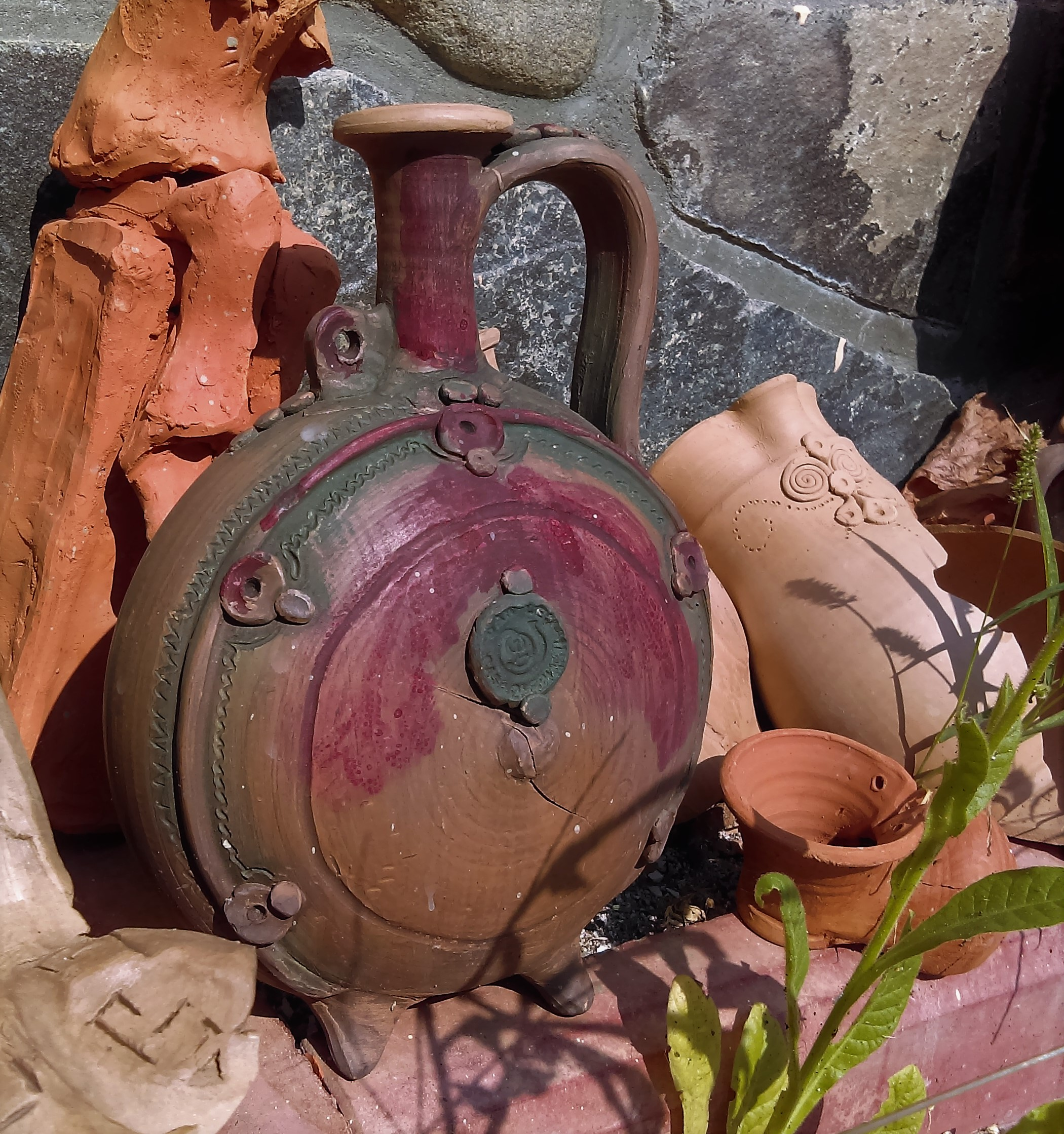
Vas de lut pentru horincă

Pentru maramureșeni, masa reprezintă mai degrabă un act cultural, cu valențe sociale, desfășurat după cutume străvechi. În subsidiar, ea reprezintă un necesar rit de integrare, fie că ne referim la ospețele comunitare (mesele de pomană, la care participă tot satul, în frunte cu preotul), la mesele neamurilor (botez, nuntă, înmormântare), la masa întregii familii (de Paști, de Crăciun), la masa cotidiană, ori la masa oferită unor musafiri. Maramureșeanul își poftește oaspetele străin în casă, cu gândul că „i-o fi foame după atâta drum”, dar și pentru a facilita o interacțiune de ordin cultural. Astfel, el pune preț pe cel mai eficient mod de a dialoga, indiferent că vorbesc sau nu aceeași limbă. Dialogul intercultural, prin intermediul degustării din produsele culinare, se realizează la nivel non-verbal, cuvintele fiind de prisos. Fiecare gest și impresie manifestată de către musafir e atent cântărită și decodată, în funcție de achizițiile comportamentale ale individului și tradiția locală.
Pentru a-i arăta respectul, oaspetele e poziționat la masă „la loc de cinste”, la fel cum se întâmplă în cazul bătrânilor sau a oamenilor „cu vază” (preotul sau dascălul). Stăpânul casei, în virtutea unei legi nescrise, are obligația să bea primul din băutură și abia apoi oaspetele, prin aceasta dovedind că produsele oferite sunt curate și demne de a fi degustate. „În tradiția veche, nimeni nu începea să mănânce până nu se făcea semnul crucii, cu fața către răsărit”.
O altă cutumă locală îi cere musafirului să consume toate alimentele cu care e servit, considerându-se că „atâta rău vrea gazdei cel care a mâncat, cât a lăsat în blid”. Regula este valabilă și în cazul băuturii.

## Produse

### Lactate
Nucleul tradiției culinare îl reprezintă lăptăria pastorală mobilă, pe care păcurarii o instalează în munți, în timpul verii, pe perioada pășunatului turmelor de oi. În aceste microfabrici de produse lactate, principalul actor este baciul sau vătaful, singur responsabil de întregul procesu de preparare a laptelui. Proprietarii de oi urcă prin rotație, la stână, pentru a-și primi partea ce li se cuvine, stabilită la „măsuriș”. 
Din laptele de oaie, baciul prepară cașul, urda și jintița. Brânza se prepară în gospodărie cu cașul luat de la stână. „Brânza care este menită să rămână pe iarnă trebuie ermetic înfundată în bărbânță (un vas de lemn făcut din doage), deasupra brânzei se pune un strat de lut și apoi fundul de lemn”. În Lăpuș, se prepară „lapte acru de iarnă.”

### Panificație
Deoarece condițiile climatice și calitatea solului nu au favorizat culturile de grâu în această regiune (deluroasă prin excelență), agricultura s-a axat preponderent pe culturile de porumb. Făina de mălai a constituit, începând cu secolul al XVII-lea, „principalul element nutritiv pentru populația rurală”. Din acest produs se obține atât mămăliga (apă, sare și făină de mălai), cât și pâinea cea de toate zilele. Așa se face că „pâine de grâu numai la sărbători mari mănâncă, încolo tot pâine de porumb”. Din făină albă de grâu se mai preparau prescurile și colacii, folosiți la sărbătorile mari.

## Structura meselor

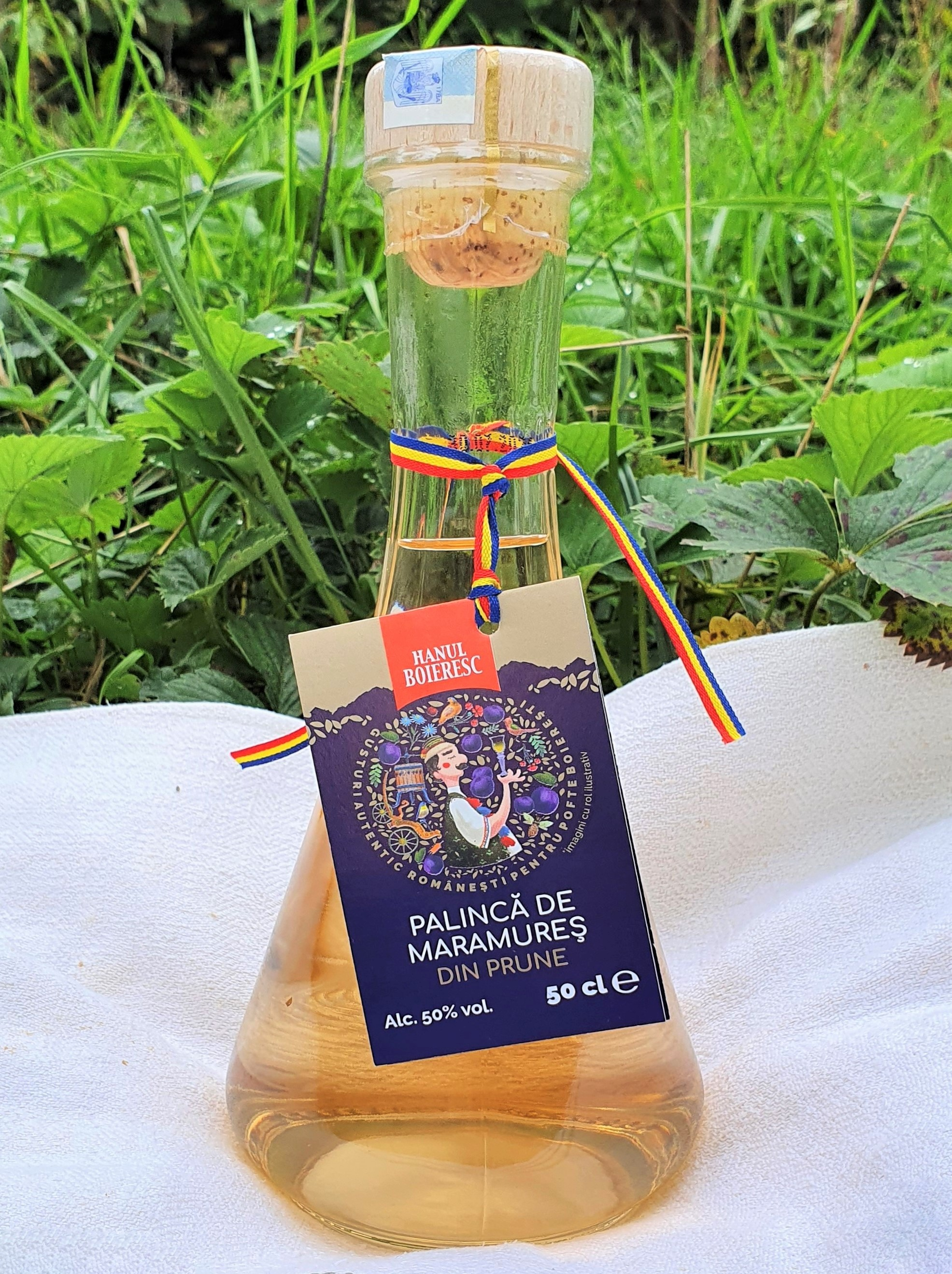
Palincă de Maramureș

Maramureșenii preferă, la mâncarea de dimineață (micul dejun) o masă consistentă (coleșe cu brânză, lapte acru, slănină și „mâncărușa” – papara din ouă). Gustarea mică se ia pe la 9.00-10.00, iar gustarea mare pe la 12.00-14.00. Ujina e programată în jur de 18.00, iar seara cina. La „gustarea mare” e obligatorie „zama” (supă sau ciorbă).

## Exemple de rețete
- Balmoș - „Se pun două găvane de jintuit în căldărușe, apoi un găvan de lapte dulce și un găvan de apă. Se gustă. Când e prea dulce se adaugă lapte acru, iar când e prea acru se adaugă lapte dulce. Căldărușa se pune apoi la foc și se fierbe în clocote ½ oră, mestecându-se mereu. Se adaugă la urmă făină de mălai «ca pentru coleșă» și se mai fierbe, în clocote, 15 minute; apoi se amestecă în jur cu coleșerul până ce iese untul de jintuit de trece peste balmoș”.[8]

- Caș - „Laptele de oaie îl strecoară printr-o sâtă țesută din lână și curge prin putină. Pune puțin cheag. După ce s-a închegat bine, ia jintălăul și bate laptele până se face iarăși în stare fluidă. Apoi, încetul, cu mâna, începe a-l aduna laolaltă și după puțin timp îl adună în forma unui caș. Când s-a consolidat bine cașul, îl scoate și-l pune în strecură ca să curgă jintuitul, pe care-l adună într-un vas, de scoate untul de oaie. După un timp oarecare, îl ia și-l pune pe comarnic, ca soarele să-l întărească”.[3]

- Horinca - „Se prepară din cereale și din prune. Cea din prune se fierbe de două ori. Lichidul ce s-a scos după prima fiertură se numește „suslă”. Aceasta o pun din nou în căldare pentru a o fierbe, la început 30%, apoi din ce în ce mai slabă și când lichidul nu mai conține mult alcool; desfac țevile ca să nu mai curgă. Acest rachiu are în medie cam 50 de grade. Spirtul de cereale are 30 degrade. La sărbătorile mari (Crăciun, Paști și Bobotează) o îndulcesc cu miere de stup și așa se ospătează”.[3]